# Variation conjecturale
La variation conjecturale est un concept de la théorie de l'oligopole. Elle désigne le fait qu'une firme a une idée sur la façon dont ses compétiteurs vont agir si elle fait varier sa production ou ses prix. À partir de là, la firme va élaborer une conjecture sur la façon dont la production des autres firmes réagira  aux variations de sa production.
Par exemple, dans le modèle classique de l'oligopole de Cournot, il est supposé que chaque firme perçoit la production de l'autre comme donnée quand elle choisit sa production. On appelle cela parfois un équilibre de Cournot-Nash. Cependant des hypothèses alternatives peuvent être faites. Supposons par exemple deux firmes produisant le même bien de sorte que le prix est déterminé par la production jointe des deux firmes. Maintenant, supposons que chaque firme fait une conjecture de Bertrand de -1. Cela signifie que quand la firme A accroit sa production, elle suppose que la firme B réduira la production de façon à compenser l'augmentation de sa production. Dans ce cas la firme suppose qu'un accroissement de sa production laissera le prix inchangé puisque la production totale le sera. À l'autre extrême, on trouve la conjecture de maximisation du profit de +1. Dans ce cas la firme suppose que l'autre adoptera exactement la même variation de production qu'elle ce qui conduira si les coûts marginaux sont constants les firmes à se comporter comme si elles constituaient un monopole.

## Histoire
La notion de variation conjecturale a été introduite par Arthur Bowley en 1924 et Ragnar Frisch en 1933 ,). Les modèles de variation conjecturale (modèles CV) sont non seulement capable de rendre compte d'une large gamme de comportements allant de la concurrence à la coopération, ils  se présentent aussi sous forme d'un paramètre facilement interprétable. Les modèles CC sont aussi très utiles pour mener une analyse empirique des firmes car ils fournissent une description plus générale du comportement des firmes que l'équilibre de Nash. equilibrium.
Comme l'écrit Stephen Martin:
| « There is every reason to believe that oligopolists in different markets interact in different ways, and it is useful to have models that can capture a wide range of such interactions. Conjectural oligopoly models, in any event, have been more useful than game-theoretic oligopoly models in guiding the specification of empirical research in industrial economics » | « […] Il y a toutes les raisons de croire que les membres d'un oligopole interagissent de différentes manières, il est donc utile de pouvoir formaliser une large gamme de ces interactions. Les modèles conjecturaux des oligopoles en tout cas ont été plus utiles que les modèles des oligopoles de la théorie des jeux pour aider à spécifier les recherches empiriques en économie industrielle » |

## Conjectures consistantes
La CV des entreprises détermine l'inclinaison de leur fonction de réaction. Par exemple dans le modèle de Cournot, la conjecture est de zéro réaction même si la pente de la fonction de ruction est négative. Que se passe-t-il si la pente de la fonction de réaction est égale à la conjecture? Quelques économistes soutiennent, notamment Timothy Bresnehan en 1981. soutiennent contraindre la conjecture à l'aide d'une condition de consistance. La consistance à la Bresnehan repose sur une condition locale qui requiert que la pente actuelle de la fonction de réaction soit égale à la conjecture à l'équilibre de production. avec une demande de l'industrie linéaire et des coûts quadratiques conjecture consistante dépend de la pente de la fonction de coût marginal. Par exemple avec des coûts quadratique de la forme Coût = a.x2,la conjecture consistante est unique et déterminée par a. Si a=0 alors l'unique conjecture consistante est celle de  Bertrand  {\displaystyle \phi ^{*}=-1}, et comme a devient plus grand, la conjecture consistante augmente (devient moins négative) mais est toujours inférieure à zéro pour un a fini.
Le concept de conjecture consistante a été critiqué par plusieurs économistes importants car il n'est pas compatible avec la rationalité de la théorie des jeux,. Cependant dans les années 1990 la Théorie des jeux évolutionnaires se répand en économie et change la donne. En effet cette approche fournit la fondation pour l'évolution de conjecture s consistantes. Huw Dixon et Ernesto Somma ont montré que nous pouvions traiter la conjecture d'une firme comme un mème (l'équivalent culturel d'un gêne). Ils ont montré que dans le modèle standard de Cournot, la conjecture consistente était une Stratégie évolutivement stable ou SES. Les auteurs avancent  « Les croyances déterminent le comportement . Les comportements déterminent les récompenses. D'un point de vue évolutionnariste, les types de comportement qui conduisent à de plus haute récompenses deviennent ainsi plus fréquents("Beliefs determine Behavior. Behavior determines payoff. From an evolutionary perspective, those types of behavior that lead to higher payoffs become more common.") » Sur le long terme les entreprises avec des conjectures consistantes rendent à dégager de plus grands profits et à prédominer.

## Exemple 1: Variation conjecturale et modèle de Cournot
Soit deux firmes X et Y, dont les productions sont x et y. Le prix du marché P est donné pour une droite e
{\displaystyle P=1-x-y}
Aussi le revenu total de la firme est  
{\displaystyle xP=x(1-x-y)=x-x^{2}-xy}
Pour simplifier suivons le modèle de Cournot de 1938 et supposons qu'il n'y a pas de coûts de production et que les profits sont égaux aux revenus. {\displaystyle \Pi =x-x^{2}-xy}.
Avec des variations conjecturales, la condition de premier ordre devient :
{\displaystyle {\frac {d\Pi }{dx}}=(1-2x-y)-x{\frac {dy}{dx}}=0}
Où  {\displaystyle {\frac {dy}{dx}}=\phi } est la conjecture que fait la firme sur la façon dont les autres firmes répondront. On l'appelle aussi la variation conjecturale, CV. La condition d'optimisation de premier ordre définit la fonction de réaction de la firme qui pour une variation conjecturale donnée donne la production optimale de l'autre firme.
{\displaystyle x=R(y,\phi )={\frac {1-y}{2+\phi }}}
Notez que  la conjecture Cournot-Nash est représentée par {\displaystyle \phi =0} et donne fonction de réaction standard de  Cournot. The CV term serves to shift the reaction function and most importantly later its slope. To solve for a symmetric equilibrium, where both firms have the same CV, we simply note that the reaction function will pass through the x=y line so that:
{\displaystyle y={\frac {1-x}{2+\phi }}} so that in symmetric equilibrium {\displaystyle x^{*}=y^{*}={\frac {1}{3+\phi }}} and the equilibrium price is {\displaystyle P^{*}={\frac {1+\phi }{3+\phi }}}.
Dans le cas d'une conjecture Cournot-Nash {\displaystyle \phi =0}, nous avons l'équilibre standard de Cournot avec {\displaystyle P^{*}={\frac {1}{3}}}. Cependant dans le cas d'une conjecture de Bertrand{\displaystyle \phi =-1}, alors nous obtenons la production de concurrence parfaite avec un prix égal au coût marginal. Dans le cas d'une conjecture de maximisation jointe du profit, {\displaystyle \phi =+1} alors chacune des deux firmes produit la moitié de la production de monopole avec un prix de monopole. {\displaystyle P^{*}={\frac {1}{2}}}.
Il en résulte que le terme CV {\displaystyle \phi } est un simple baromètre de comportement qui nous permet de représenter un ensemble de production de la concurrence pure et parfaite au monopole en passant par le modèle de Cournot.

## Exemple mathématique 2  et la consistance
Nous supposons maintenant que les coûts de production soient représentés par la fonction : C= a.x2. Dans ce cas, la fonction de profit (revenus moins coûts) devient pour la firme X et analogiquement pour la firme Y):
{\displaystyle \Pi =(x-x^{2}-xy)-{\frac {a.x^{2}}{2}}}
La condition de premier ordre alors devient :
{\displaystyle {\frac {d\Pi }{dx}}=(1-2x-y)-x{\frac {dy}{dx}}-ax=0}
ce qui  définit la fonction de réaction de la firme X:
{\displaystyle x=R(y,\phi )={\frac {1-y}{2+a+\phi }}}
Cela tend vers 
{\displaystyle R_{y}=-{\frac {1}{2+a+\phi }}}
De manière analogue pour la firme Y qui nous le supposons  fait la même hypothèse. Pour comprendre ce que le mot consistance signifie, considérons la simple conjecture de Cournot {\displaystyle \phi =0} with constant marginal cost a=0. Dans ce cas la pente de la fonction de réaction est  −1/2 ce qui est "inconsistent" avec la conjecture. La consistance de Bresnehan veut que la pente conjecturale  {\displaystyle \phi }égalise la pente actuelle {\displaystyle R_{y}} ce qui signifie que 
{\displaystyle \phi =-{\frac {1}{2+a+\phi }}}
D'où l'équation quadratique qui nous donne la seule conjecture consistente.
{\displaystyle \phi ^{*}=-(1+{\frac {a}{2}})+{\sqrt {\frac {4a+a^{2}}{4}}}}
Comme nous pouvons le voir à partir de cet exemple, quand a=0 (le coût marginal est horizontal), et la conjecture de Bertrand est consistante{\displaystyle \phi ^{*}=-1}. La conjecture consistante croit comme le coût marginal croit (aaugmente.). Notons que la conjecture consistante sera toujours inférieure à 0 pour chaque a fini.